# R Centauri
R Centauri (R Cen / HD 124601 / HR 5326) es una estrella variable en la constelación de Centaurus, situada al sur de la misma cerca de Hadar o Agena (β Centauri). De magnitud aparente media de +7,18, se puede observar con binoculares. Se encuentra a una distancia aproximada de 2100 años luz del sistema solar.
R Centauri es una estrella binaria, cuya componente principal es una gigante roja luminosa de tipo espectral M5IIev con un radio 274 veces mayor que el radio solar. Está clasificada como una variable Mira con una variación en su magnitud de +5,30 a +11,80 en un período de 546,2 días. Sin embargo, su curva de luz muestra ciertas peculiaridades: alterna entre un mínimo más profundo y otro menos profundo (una característica que R Centauri comparte con otras pocas estrellas) mostrando el aspecto de un doble máximo, y su período y amplitud han ido decreciendo continuamente a lo largo de los últimos 50 años.
Las variables Mira como R Centauri se encuentran en una etapa de su evolución estelar en la que tiene lugar la fusión de hidrógeno en una capa alrededor de una capa de helio inerte resultado de la fusión previa. Sin embargo, de forma irregular, la capa de helio vuelve a encenderse cuando alcanza una masa crítica producida por la fusión del hidrógeno en la capa inmediatamente superior. El encendido del helio se da de forma bastante abrupta y se denomina «flash del helio». Esto produce que la capa de hidrógeno se expanda y enfríe interrumpiendo la fusión de este elemento, que era lo que empujaba hacia afuera las capas exteriores. Ello genera una leve caída en la luminosidad y una disminución del tamaño de la estrella, que se refleja en su período de pulsación. Cuanto menor es el tamaño de la estrella, más corto es su período.